# Ti Sentaniz
Ti Sentaniz est un personnage fictif créé par le lodyanseur et humoriste Maurice Sixto en 1977 dans le troisième volume de son album de lodyans en créole haïtien. Ti Sentaniz, qui   aussi le titre, révèle l'image des enfants en domesticité dans de nombreuses familles haïtiennes. Ces enfants traités en esclaves sont communément appelés des reste-avec (restavèk). Est-ce-qu'il était un grand écrivain aussi ?[pas clair]

## Histoire
Ti Sentaniz, l'un des sept enfants  de Charitable et de Dieudonné, est une petite fille de la paysannerie âgée de 9 ans donnée en domesticité chez une famille citadine (sa marraine) à cause de la situation chaotique de son père qui ne pouvait pas répondre aux besoins de ses enfants après la mort de sa femme. Les calamités de Ti Sentaniz sur qui reposent tous les travaux de la maison font d'elle une petite esclave. Le samedi 28 janvier 2012, un spectacle titré Ti Sentaniz en spectacle de danse par le chorégraphe Hamilton Dupiton pour illustrer ce personnage ainsi que les autres personnages du morceau. Ti Sentaniz et Lea Kokoye sont deux lodyans de Maurice Sixto qui lui approche[Quoi ?] de Justin Lhérisson dans Zoune chez sa ninaine.  Sixto utilise un langage à la fois comique et réaliste. On peut dire que le rire suscité oscille  entre le comique et le tragique. 
La Fondation Maurice Sixto a lancé en octobre de l’année  une campagne de sensibilisation baptisée Yon Ayiti san restavèk (« Un Haïti sans reste-avec ») en faisant référence à cette œuvre du lodyanseur.

## Illustrations
- Versions françaises et anglaises réalisées par la Fondation Jean-Robert Cadet[4],[5].
- 2010, Restavèk, Dessin animée par dessiné par Jud-Alix François et texte de Jean-Robert Cadet.
- Janvier 2012, Ti Sentaniz en spectacle de danse par le chorégraphe Hamilton Dupiton
- 2019, Je découvre Maurice Sixto. écrit par Mirline Pierre[6].
- 2019, Ti Sentaniz par la Fondation Maurice Sixto[7].
- Aout 2020, Ti Sentaniz libère présentation scénique par l'École de théâtre Jacques Stephen Alexis (ETJASA)[8].